# Набеглави
Набеглави (груз. ნაბეღლავი) — село в Грузії.
За даними перепису населення 2014 року в селі проживає 195 осіб.